# Рудники Бу-Каїд
Рудники Бу-Каїд (Bou-Caîd) – гірничодобувне підприємство на півночі Алжиру у регіоні Уарсені (Ouarsenis).
Поклади цинку в Бу-Каїд виявили у 1856-му, після чого в 1860 та 1863 роках у тому ж район відкрили  родовища родовища Бель-Кайрет (Bel-Kairet) та Абд-ель-Кадер (Abd-el-Kader). Окрім смітсоніту (мінерал цинку) у Бу-Каїд знаходились значні обсяги галеніту (мінерал свинцю). Є відомості, що вмість цинку та свинцю в рудах міг досягати 20% та 15% відповідно.
У 1890-му після кількох років дорозвідки концесію на розробку родовищ в Уарсені отримала бельгійська компанія Société des Mines et Fonderies de Zinc de la Vieille-Montagne. Видобуток, який стартував у 1891 році, вели підземним способом, а продукцію вивозили до розташованого за 42 км Орлеансвілю (наразі Шлеф). В 1910 – 1914 роках з рудника отримували від 5,5 до 7,8 тисяч тон мінералів на рік.
Мобілізація французьких працівників під час Першої світової війни сильно вплинула на показники копалень, які в 2016-му видав лише 1,2 тисяч тон. По завершенні війни вдалось відновити нормальну роботу, так, у 1920-му виробили 3,2 тисячі тон, а в наступному десятилітті досягнули рівня від 8 до 10 тисяч тон на рік (в 1927-му виробництво перевищило 10 тисяч тон).
В 1962-му Алжир виборов незалежність, а в 1966-му шахти Бу-Каїд націоналізували та передали компанії SONAREM (Société Nationale de Recherches et d’Exploitation Minières). Втім, родовища знаходились на межі виснаження і вже у 1975-му видобуток звідси металів припинили. Натомість з 1976-го почали вилучення бариту, який активно використовується під час бурових робіт у нафтогазовій промисловості (на той час Алжир вже став одним з лідерів світової нафтогазової галузі). Станом на початок 2020-х видобуток бариту все ще продовжується.